# Acontius humiliceps
Acontius humiliceps is een spinnensoort uit de familie Cyrtaucheniidae. De soort komt voor in Bioko.